# Neamblysomus
Genre
Neamblysomus est un genre de la famille  des taupes dorées (Chrysochloridae).

## Liste des espèces
- Neamblysomus gunningi (Broom, 1908) — Taupe dorée de Gunning
- Neamblysomus julianae (Meester, 1972) — Taupe dorée de Juliana